# Баришников Олександр Георгійович
Олександр Георгійович Баришников  (рос. Александр Георгиевич Барышников, 11 листопада 1948 — 15 вересня 2024) — радянський легкоатлет, олімпійський медаліст.
Баришников першим із штовхачів ядра почав використовувати техніку кругового маху.

## Виступи на Олімпіадах
| Олімпіада     | Дисципліна     | Місце             |
| ------------- | -------------- | ----------------- |
| Мюнхен 1972   | штовхання ядра | 22 (кваліфікація) |
| Монреаль 1976 | штовхання ядра | 3                 |
| Москва 1980   | штовхання ядра | 2                 |